# 한상권 (방송인)
한상권(韓相權, 1970년 11월 14일~)은 대한민국의 아나운서이다.

## 학력
- 경신고등학교 졸업
- 동국대학교 경영학과 학사
- 동국대학교 언론정보대학원 신문방송학 석사

## 경력
- 1995년 12월 KBS 21기 아나운서(KBS부산방송총국 지역근무)
- 2011년 1월~2012년 12월 제 16대 KBS 아나운서협회 회장
- 2014년 8월~2015년 12월 KBS 아나운서실 아나운서2부장
- 2017년 8월~2018년 4월 KBS 아나운서실 한국어연구부장
- 2024년 12월~ KBS 콘텐츠전략본부 아나운서실장

## 방송 프로그램

### TV
| 연도      | 방송사   | 제목                      | 담당          | 비고                                                                   |
| --------- | -------- | ------------------------- | ------------- | ---------------------------------------------------------------------- |
| 1998      | KBS2     | 연예가중계                | 리포터        |                                                                        |
| 1999~2000 | KBS1     | KBS 뉴스 5                | 진행          | 1999년 2월 8일~2000년 3월 17일                                         |
| 2000      | KBS위성2 | 19기 KBS 바둑왕전         | 시상식 진행자 | 19기                                                                   |
| 2000~2001 | KBS2     | 지구촌 뉴스               | 진행          | 2000년 5월 1일~2001년 11월 2일                                         |
| 2001      | KBS2     | 사랑의 카네이션 기행      | 진행          |                                                                        |
| 2002~2004 | KBS1     | KBS 정오뉴스              | 진행          | 2002년 10월 28일~2004년 4월 30일                                       |
| 2004~2008 | KBS1     | KBS 뉴스네트워크          | 진행          | 2004년 5월 3일~2008년 11월 14일                                        |
| 2008~2009 | KBS1     | 방송종료멘트              | 안내자        | 1TV 오전 및 오후                                                       |
| 2007~2008 | KBS1     | 한국사 전                 | 진행          | 2007년 6월 16일~2008년 10월 25일                                       |
| 2008~2009 | KBS1     | 역사추적                  | 진행          | 2008년 11월 22일~2009년 6월 22일                                       |
| 2009~2010 | KBS1     | KBS 마감뉴스              | 진행          | 2009년 4월 20일~2010년 12월 31일                                       |
| 2009~2012 | KBS1     | 역사스페셜                | 진행          | 2009년 7월 4일~2012년 12월 13일                                        |
| 2006      | KBS1     | KBS 뉴스광장              | 임시진행      | 2006년 8월 5일                                                         |
| 2009~2010 | KBS1     | KBS 뉴스광장              | 첫진행        | 토요일                                                                 |
| 2014      | KBS1     | KBS 뉴스광장              | 임시진행      | KBS 노조 파업으로 임시진행                                             |
| 2020~2023 | KBS1     | KBS 뉴스광장              | 재진행        | 토요일                                                                 |
| 2011~2013 | KBS2     | 굿모닝 대한민국           | 진행          | 2011년 5월 30일~2013년 10월 18일                                       |
| 2013      | KBS1     | 다큐극장                  | 진행          | 2013년 4월 27일~10월 19일                                              |
| 2013~2018 | KBS1     | 무엇이든 물어보세요       | 진행          | 2013년 10월 21일~2018년 8월 31일                                       |
| 2014      | KBS1     | 취재파일 K                | 진행          | 2014년 1월 10일~12월 26일                                              |
| 2015      | KBS1     | 70년의 세월 70가지 이야기 | 진행          |                                                                        |
| 2017~2018 | KBS1     | 4시 뉴스집중              | 임시진행      | 김원장 경제부 차장의 기자협회 파업으로 인한 임시 진행                  |
| 2017~2018 | KBS1     | 문화의 향기               | 임시진행      | 2017년 7월 26일~2018년 2월 28일                                        |
| 2017      | KBS1     | 도전! 골든벨              | 임시진행      | 2017년 10월 8일 한글날 특집                                            |
| 2017      | KBS2     | 1대 100                   | 임시진행      | 500회 특집                                                             |
| 2019      | KBS1     | KBS 스페셜                | 내레이션      | 2019년 9월 19일 228회 북태평양 쓰레기 지대를 가다                      |
| 2018      | KBS1     | 인간극장                  | 고지자        | 방송시간 예고 및 방송순서 고지 편성 안내                               |
| 2020~     | KBS1     | TV비평 시청자데스크       | 패널          | 뉴스비평 줌인                                                          |
| 2024~2025 | KBS1     | KBS 뉴스 7                | 진행          | 2024년 5월 20일~2025년 3월 7일                                         |
| 2025      | KBS1     | 6시 내고향                | 진행취소      | 2025년 4월 1일 8251회 새 남자MC 진행취소                               |
| 2025      | KBS1     | 시니어토크쇼 황금연못     | 임시진행취소  | 2025년 4월 12일 516회 [인생톡 공감톡] 남의 속도 모르고 外 임시진행취소 |
| 2025 ~    | KBS1     | KBS 뉴스 (주말)           | 진행          | 2025년 8월 23일 ~                                                      |

### 라디오
- KBS 1라디오 《지금은 실버시대》
- KBS 1라디오 《농수산 오늘》
- KBS 3라디오 《오늘의 신문》
- KBS 월드 라디오 《우리말 뉴스》
- KBS 한민족방송 《통일열차》
- KBS 1라디오 《KBS 열린토론》(2023년 11월 20일~2024년 1월 26일)

### 드라마
- 2004년 KBS2 《미안하다, 사랑한다》 - 방송 진행자 역(우정출연)

## 수상
- 2014년 제41회 한국방송대상 아나운서상
- 2023년 동국언론인상

1. ↑  화면해설 및 재방송은 KBS2TV로 편성함
2. ↑  화면해설 및 재방송 해당 방송분은 2TV 곧이어로 고지함
3. ↑  2025년 봄철 1TV 프로그램 개편 및 봄철 편성조정 시행의 최장기간의 8251회 새 남자mc 후속 진행자로 예정되어 있었으나 윤인구(24기) 아나운서가 이후 최장기간 6년 11여개월만에 물러나고 1970년대 2번째로 후속 진행자가 아닌 새 남자MC가 아닌 강승화 아나운서로 변경했다.
4. ↑  516회 방송분은 김승휘 아나운서의 휴가로 인하여 임시 진행자가 아닌 남현종 아나운서로 변경했다.